# Chatsjapoeri
Chatsjapoeri (Georgisch: ხაჭაპური) is een traditioneel deeggerecht uit Georgië dat bestaat uit een warm brood gevuld met gesmolten kaas. Het is een van de meest kenmerkende en gangbare gerechten van de Georgische keuken en heeft de status van immaterieel cultureel erfgoed.

## Etymologie
Het Georgische woord "chatsjapoeri" is een samenstelling van de woorden 'chatsjo' (ხაჩო, hüttenkäse, gestremde kaas) en 'poeri' (პური, brood), oftewel kaasbrood.

## Geschiedenis

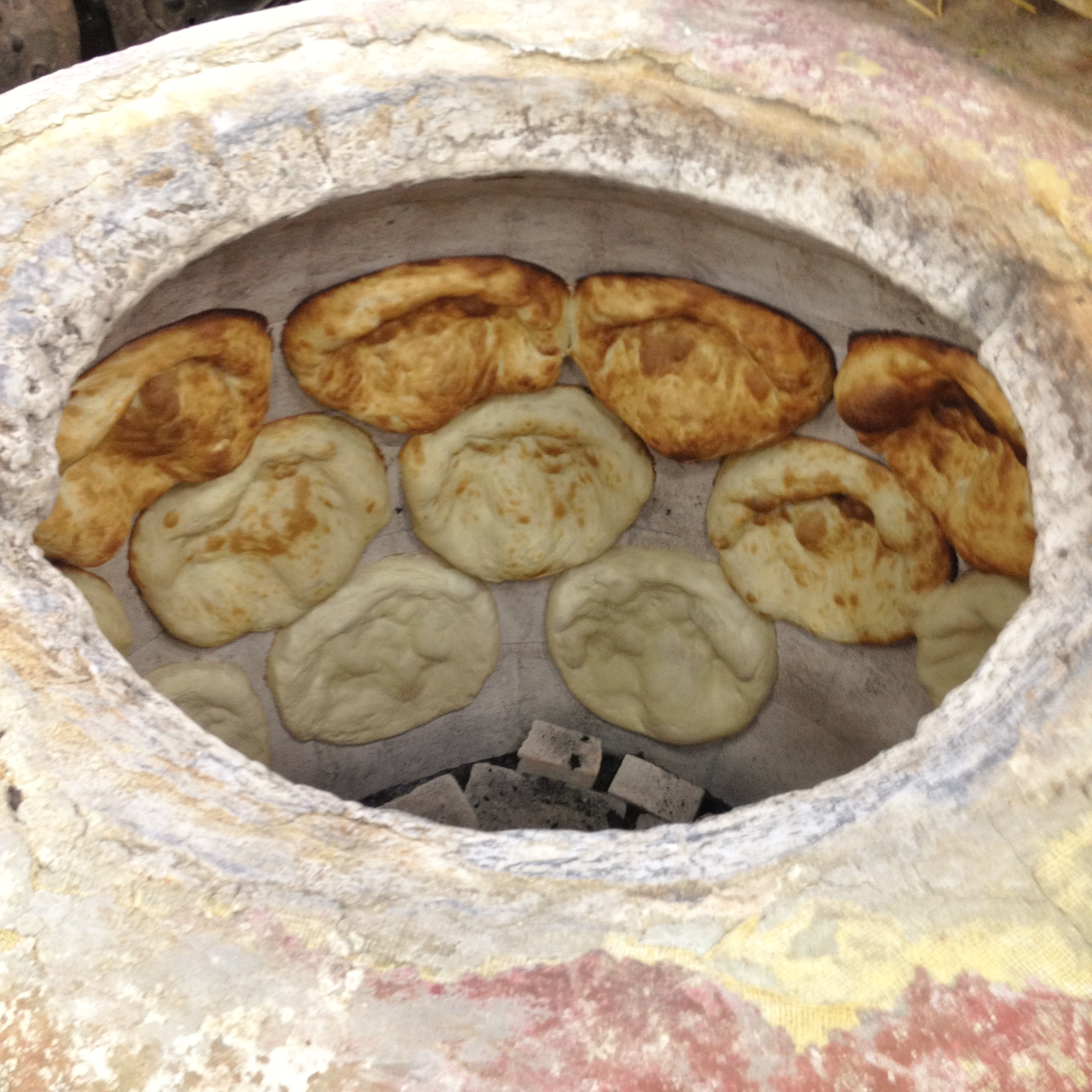
Poeri gebakken in een tone oven

De exacte ontstaansgeschiedenis van de chatsjapoeri is niet helemaal duidelijk. Griekse schrijvers zouden al in de 5e eeuw een gerecht in Colchis, een historische voorloper van Georgië en de Georgische cultuur, beschreven hebben dat overeenkomt met chatsjapoeri. Pas in 1725 verscheen de naam voor het eerst. De Georgische schrijver en diplomaat Soelchan-Saba Orbeliani (1658-1725) omschreef de chatsjapoeri als "brood met kaas". In 2019 kreeg chatsjapoeri de status van immaterieel cultureel erfgoed.
De Perzen introduceerden in Georgië het platbrood en de kleioven gelijkend op de Indiase tandoor. Dit legde de basis voor het Georgische poeri platbrood gebakken in de tone, de Georgische broodoven. Eeuwenlang was de gewoonte om het warme brood om een stuk kaas heen te wikkelen en het zo te eten, tot iemand op het idee kwam om de kaas in het deeg te stoppen en te laten smelten met het bakken van het brood. Oorspronkelijk werd hier de tone voor gebruikt, maar later werd de ketsi, een aardewerken ovenschaal, gebruikt voor wat de basis werd van de chatsjapoeri, de platte Imeroeli chatsjapoeri. Gedurende de eeuwen ontstonden verschillende regionale varianten. In 2018 werden er ruim 50 geteld.
Aangenomen wordt dat de Imeroeli chatsjapoeri, vernoemd naar de regio Imereti, de oorspronkelijke versie is. Het is tevens de standaard chatsjapoeti die in elk huishouden gemaakt wordt en overal te krijgen is. Een van de meest kenmerkende varianten is de Adzjaroeli chatsjapoeri die uit de autonome regio Adzjarië in het zuidwesten van Georgië komt. Deze zou in de 15e of 16e eeuw voor het eerst in de omgeving van de stad Batoemi verschenen zijn. Er wordt verondersteld dat deze is geïntroduceerd door de Ottomaanse Turken tijdens hun drie eeuwen van heerschappij over Adzjarië. Deze werd tot 1950 nog 'penerli' genoemd. In dit gebied woonden de Lazen, van oudsher zeelieden en vissers. De overlevering gaat dat zij het deeg de vorm gaven van een boot en deze vulden met kaas met een ei er bovenop als een ondergaande zon boven de zee.
In 2010 begon Georgië een proces om onder andere chatsjapoeri vast te leggen als nationaal patent. De aanleiding was de in Georgische ogen oneigenlijke culturele toe-eigening van verschillende traditionele Georgische producten door met name Armenië. Op initiatief van de Gastronomische Vereniging van Georgië werd 27 februari uitgeroepen tot de 'Nationale Dag van Chatsjapoeri'.

## Ingrediënten
Een chatsjapoeri heeft bloem, melk, kaas, eieren, zout en gist als basisingrediënten. De kaasvulling bestaat meestal uit twee soorten kaas: een feta-achtige kaas (in Georgië de Imeroeli) en een mozzarella-achtige kaas, de Soelgoeni.

## Variaties

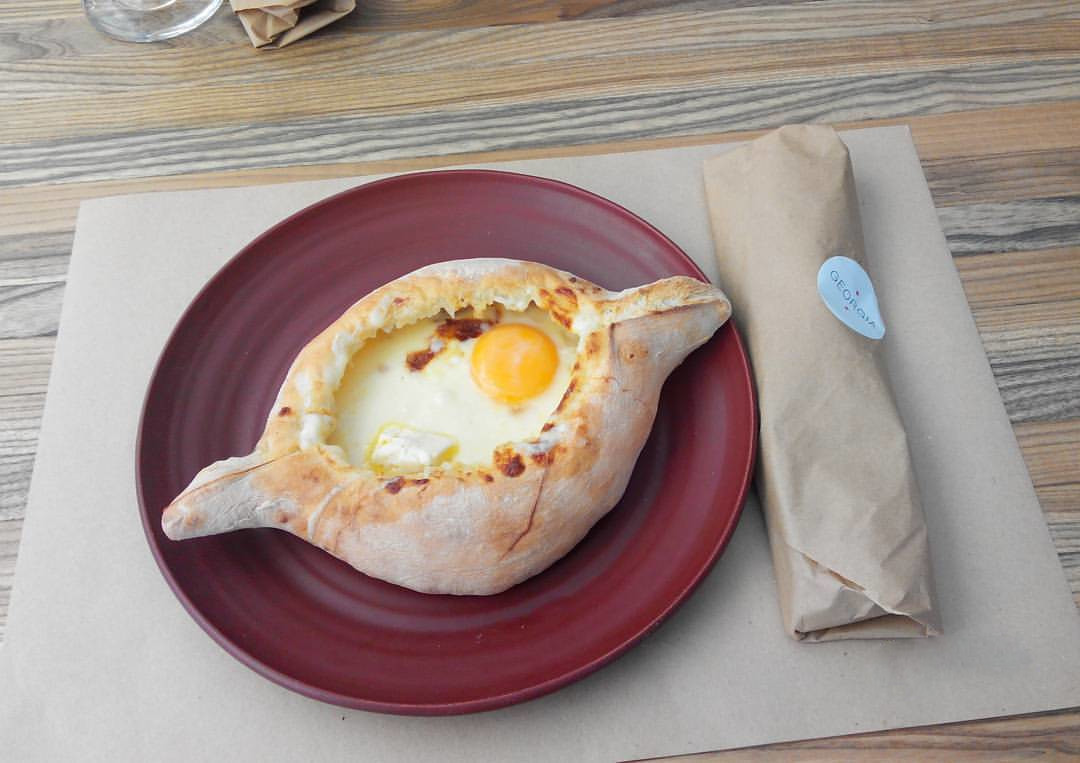
De Adzjarische chatsjapoeri spreekt het meest tot de verbeelding.

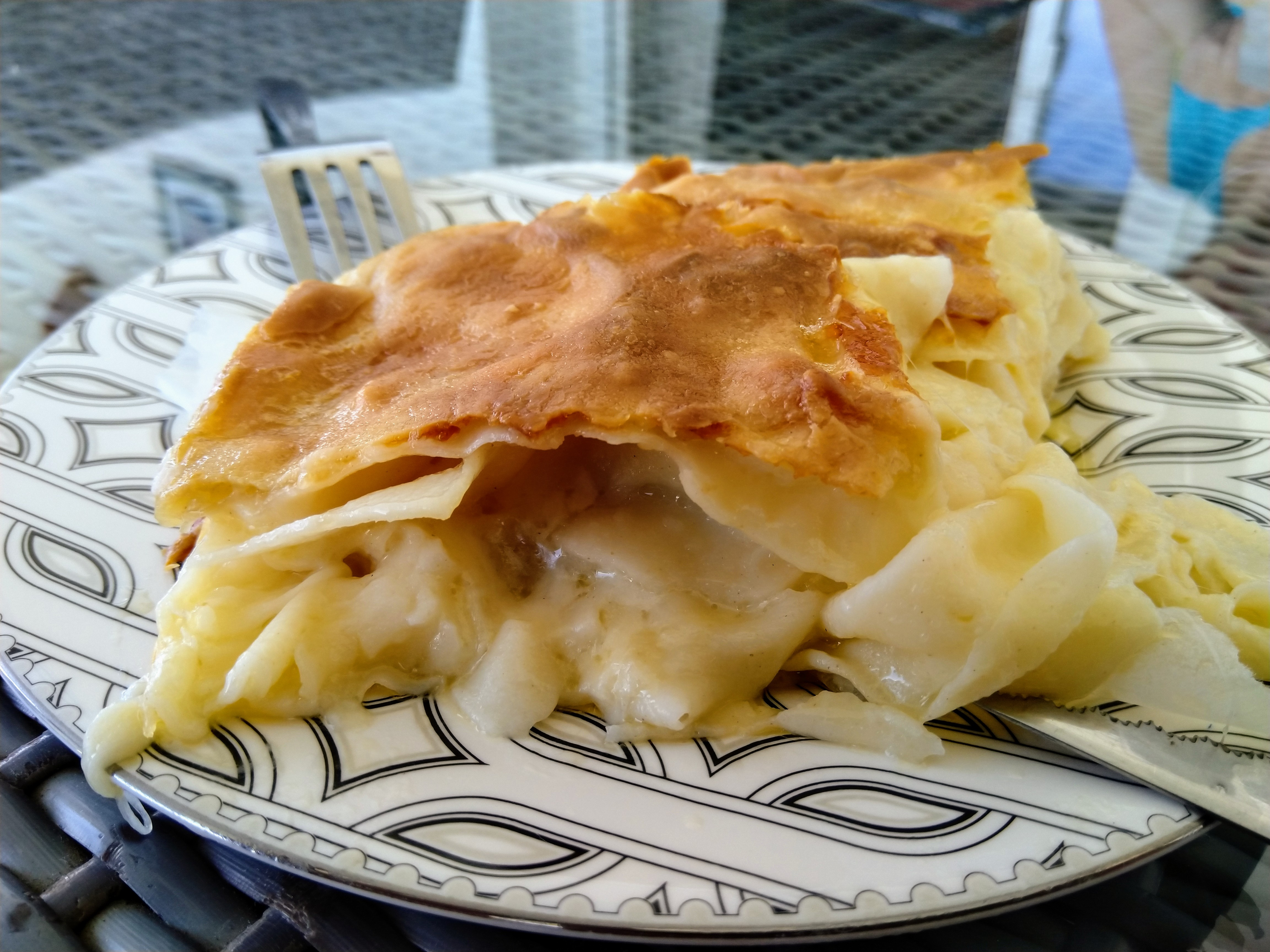
Abchazische (Atsjma) chatsjapoeri

Er zijn verschillende regionale variaties op de chatsjapoeri, wat tot uitdrukking komt in hun naam. De meesten zijn rond, maar andere vormen komen ook voor. 
- Imeretische (Imeroeli) chatsjapoeri: de standaard ronde chatsjapoeri met een kaasvulling. Wordt in een pan bereid.
- Mingreelse (Megroeli) chatsjapoeri: gelijk aan de Imeroeli maar heeft ook kaas op de bovenkant.
- Adzjarische (Adzjaroeli) chatsjapoeri: de meest iconische chatsjapoeri van opengewerkt deeg in een ovaal met daarin kaas en een ei en boter erop.
- Abchazische (Atsjma) chatsjapoeri: opgebouwd als een lasagne met afwisselende lagen van deegvellen en kaas.
- Goeriaanse chatsjapoeri: bolle en gekromde variant als een calzone met een vulling van kaas en gekookt ei.
- Svanetische (Svanoeri) / Lemzira chatsjapoeri: gemaakt van gierstmeel met een vulling van kaas en uien.
- Ratsja (Ratsjoeli) chatsjapoeri: kan vierkant, driehoekig of rond zijn en met een vulling van kaas en walnoten.
- Meschetische (Penovani) chatsjapoeri: een pastei van Bladerdeeg gevuld met kaas.
- Ossetische (Chabizgini) chatsjapoeri: met een vulling van kaas en aardappel.
- Chatsjapoeri tarchoenit: vernoemd naar het gebruik van dragon (tarchoen). Ook dille en koriander in de kaas.[11]

Er zijn daarnaast ook enkele regionale Georgische gerechten die geïnspireerd zijn op de standaard Imeroeli chatsjapoeri maar een geheel ander vulling hebben. Een aantal zouden zijn voortgekomen uit de Georgisch-Joodse gemeenschap die bij vleesgerechten geen kaas mochten eten.
- Kartopiliani: een Georgisch-Joodse variant met aardappelvulling (en ook met ui of champignons).
- Koebdari: uit de regio Svanetië en gevuld met vlees (lams-, geiten- of varkensvlees).
- Lobiani: een Georgisch-Joodse variant uit de regio Ratsja en gevuld met nierbonen.
- Mchlovani: uit de noordelijke bergregio's in de omgeving van Zuid-Ossetië en gevuld met een mix van groenten zoals spinazie, walnoten en kaas.

## Chatsjapoeri-index
In Georgië bestaat een eigen variatie op de 'Big Mac-index', de Chatsjapoeri-index. Deze index werd ontwikkeld door de Internationale School voor Economie van de Staatsuniversiteit van Tbilisi (ISET) en volgt de inflatie door gebruik te maken van het meest populaire Georgische voedsel, de chatsjapoeri. Voor het berekenen van de inflatie gebruikt de chatsjapoeri-index de ingrediënten die nodig zijn om een Imeretische chatsjapoeri te maken: bloem, kaas, gist, melk, eieren en boter. Tevens neemt de index de kosten van gas en elektriciteit mee.